# Kailashmandau
Kailashmandau (nep. कैलाशमाडौं) – gaun wikas samiti w zachodniej części Nepalu w strefie Seti w dystrykcie Bajura. Według nepalskiego spisu powszechnego z 2011 roku liczył on 1818 gospodarstw domowych i 9586 mieszkańców (5097 kobiet i 4489 mężczyzn).